# Premios Príncipe de Asturias de 1981
La ceremonia de entrega de los Premios Príncipe de Asturias de 1981 tuvo lugar el sábado 3 de octubre de ese año en el Teatro Campoamor de Oviedo. La Fundación Principado de Asturias había convocado cinco premios un año antes con la finalidad de distinguir a personas del mundo español e iberoamericano destacadas en los campos de las ciencias, las artes u otras actividades sociales. El acto fue presidido por el rey Juan Carlos I y dirigido por su hijo Felipe de Borbón y Grecia, príncipe de Asturias, quien pronunció en el acto su primer discurso oficial. Fue la primera edición de la entrega de los Premios Príncipe de Asturias.

## El proyecto
En 1978 el pueblo español aprobó en referéndum una nueva Constitución que ratificaba la monarquía como forma de Estado y restablecía el título de Príncipe de Asturias para el heredero de la corona. Como resultado, el periodista asturiano Graciano García concibió la idea de crear un premio que tendría una doble función: recompensar a los mejores científicos españoles y vincular al príncipe de Asturias con la región asturiana. La idea tardó años en encontrar apoyos, ya que fueron muchos los que la consideraban utópica. Sin embargo, gracias a la mediación del general ovetense Sabino Fernández Campo —secretario general de la Casa del Rey— logró el discreto respaldo del rey Juan Carlos y el proyecto fue recabando apoyos.
El 24 de septiembre de 1980 se constituyó la Fundación Principado de Asturias con la participación económica de instituciones financieras —Caja de Ahorros de Asturias, Banco Herrero, Caja Rural Provincial de Asturias y Banca Masaveu— y la entidad mercantil Sigla, S.A.; la participación institucional de la Universidad de Oviedo, el Consejo Regional de Asturias —organismo provisional constituido para impulsar la transformación de Asturias en comunidad autónoma— y la Diputación Provincial de Oviedo; y la colaboración de destacadas personalidades como José Ramón Álvarez Rendueles, Emilio Alarcos Llorach o Juan Cueto. Aunque algunos de los participantes quisieron apartar del proyecto a Graciano García, finalmente fue nombrado director de la institución. El acto de la firma se celebró en el Hotel Reconquista y tuvo máxima relevancia institucional, con la asistencia del rey Juan Carlos, la reina Sofía y el príncipe Felipe.
A continuación se convocaron los Premios Príncipe de Asturias. Desde la idea original de un premio para científicos, el número de premios había ido aumentando. Al premio a las ciencias y técnica se sumó otro para las ciencias sociales y la comunicación. También se tuvieron en cuenta las artes y la literatura. Finalmente se añadió un premio especial para la cooperación en Iberoamérica. Un total de cinco premios dotados con un millón de pesetas, un diploma acreditativo y una estatuilla que se comprometió a diseñar Joan Miró. A pesar de la aportación de once millones de pesetas para la constitución de la Fundación, el evento no hubiera sido posible sin la generosa aportación económica de Pedro Masaveu —presidente de la Fundación— debido al coste de la organización del evento y de la dotación económica de los premios.
Los premios se vieron marcados por un hecho inesperado. Entre la convocatoria y la entrega de los galardones se produjo el intento de golpe de Estado del 23 de febrero de 1981. Este ataque contra la joven democracia española llegó a marcar el contenido de alguno de los discursos que se pronunciaron durante el acto. La defensa de la democracia estuvo en boca de varios de los asistentes. Posteriormente, entre mediados del mes de junio y del de julio, los distintos jurados fueron anunciando los nombres de los destinatarios de los galardones.

## Lista de premiados
| Premio                             | Premiado            | Actividad            | Nacionalidad |
| ---------------------------------- | ------------------- | -------------------- | ------------ |
| Investigación Científica y Técnica | Alberto Sols        | Médico               | España       |
| Ciencias Sociales                  | Román Perpiñá Grau  | Economista           | España       |
| Comunicación y Humanidades         | María Zambrano      | Filósofa y ensayista | España       |
| Letras                             | José Hierro         | Poeta                | España       |
| Artes                              | Jesús López Cobos   | Director de orquesta | España       |
| Cooperación Iberoamericana         | José López Portillo | Presidente de México | México       |

## El acto académico
La ceremonia de entrega de los premios se celebró durante la mañana del día 3 de octubre de 1981 con la asistencia del rey Juan Carlos, la reina Sofía y su joven hijo Felipe, príncipe de Asturias. También asistieron el presidente del Gobierno Leopoldo Calvo-Sotelo, el ministro de Cultura Íñigo Cavero y otros altos cargos nacionales y regionales, los dirigentes de la Fundación Principado de Asturias y los miembros de los cinco jurados que habían decidido quiénes recibirían los galardones.

### Discursos previos

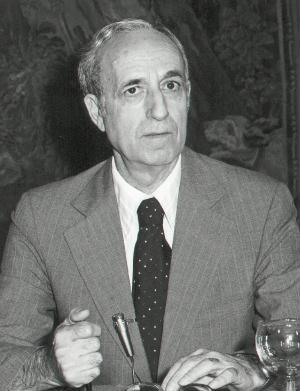
El filósofo José Ferrater Mora pronunció un discurso de apertura.

Tras escuchar el himno nacional, el rey cedió la dirección del evento al príncipe. Este declaró abierto el acto y concedió la palabra a José Ferrater Mora, profesor en el Bryn Mawr College de Pensilvania y presidente del jurado encargado del Premio de Ciencias Sociales y Comunicación. Ferrater recordó en su discurso la tradicional desatención española hacia los intelectuales, comparándola con el respeto que se les tributa en Francia. Expresó su deseo de que los Premios Príncipe de Asturias supusieran un cambio en esa tendencia y conllevaran un necesario respeto a las artes, las ciencias y la técnica. También subrayó la importancia de haber creado un galardón para reconocer a quienes tienden lazos de entendimiento entre España y América Latina. Terminó ligando la existencia de los premios con el rumbo democrático elegido por el pueblo español, representado en la institución monárquica por decisión popular.
Habló después el director de la Fundación Principado de Asturias, Graciano García, quien recordó los objetivos de la entidad, entre los que se encontraba en lugar destacado el de conceder los Premios Príncipe de Asturias a personalidades relevantes del ámbito hispano. Expresó el esfuerzo realizado y agradeció la colaboración recibida, especialmente las de los miembros de los distintos jurados. Expresó su deseo de que la Fundación alcanzara la estabilidad para poder realizar la misma labor año tras año, propósito para el que trabajaban el presidente Pedro Masaveu, el Patronato Príncipe de Asturias —del que ya formaban parte destacadas personalidades como Joan Miró y Claudio Sánchez Albornoz— y los Miembros Protectores.

### Entrega de premios
El príncipe Felipe concedió la palabra al secretario de la Fundación Principado de Asturias, quien procedió a presentar a los diversos galardonados y leer las actas de los jurados.

#### Premio de Investigación Científica y Técnica
El jurado estaba presidido por el premio Nobel de Fisiología o Medicina Severo Ochoa e integrado también por Francisco Grande Covián, Nicolás Cabrera, Julio Rodríguez Villanueva y José Antonio Martínez Álvarez, quien ejerció como secretario. Acordó por unanimidad conceder el Premio Príncipe de Asturias de Investigación Científica y Técnica al médico y catedrático valenciano Alberto Sols, «pionero de la Bioquímica española, cuya actividad ha dado origen al desarrollo de una pujante escuela de Bioquímica, universalmente reconocida».
Tras licenciarse en Medicina por la Universidad de Valencia y doctorarse por la Complutense Sols trabajó unos años en Estados Unidos. Posteriormente realizó su carrera investigadora en España. Con sesenta y cuatro años en el momento de recibir el premio, el doctor Sols era catedrático en la Facultad de Medicina de la Universidad Autónoma de Madrid, donde dirigía el Departamento de Bioquímica. También era consejero de número del Consejo Superior de Investigaciones Científicas. 

#### Premio de Ciencias Sociales y Comunicación

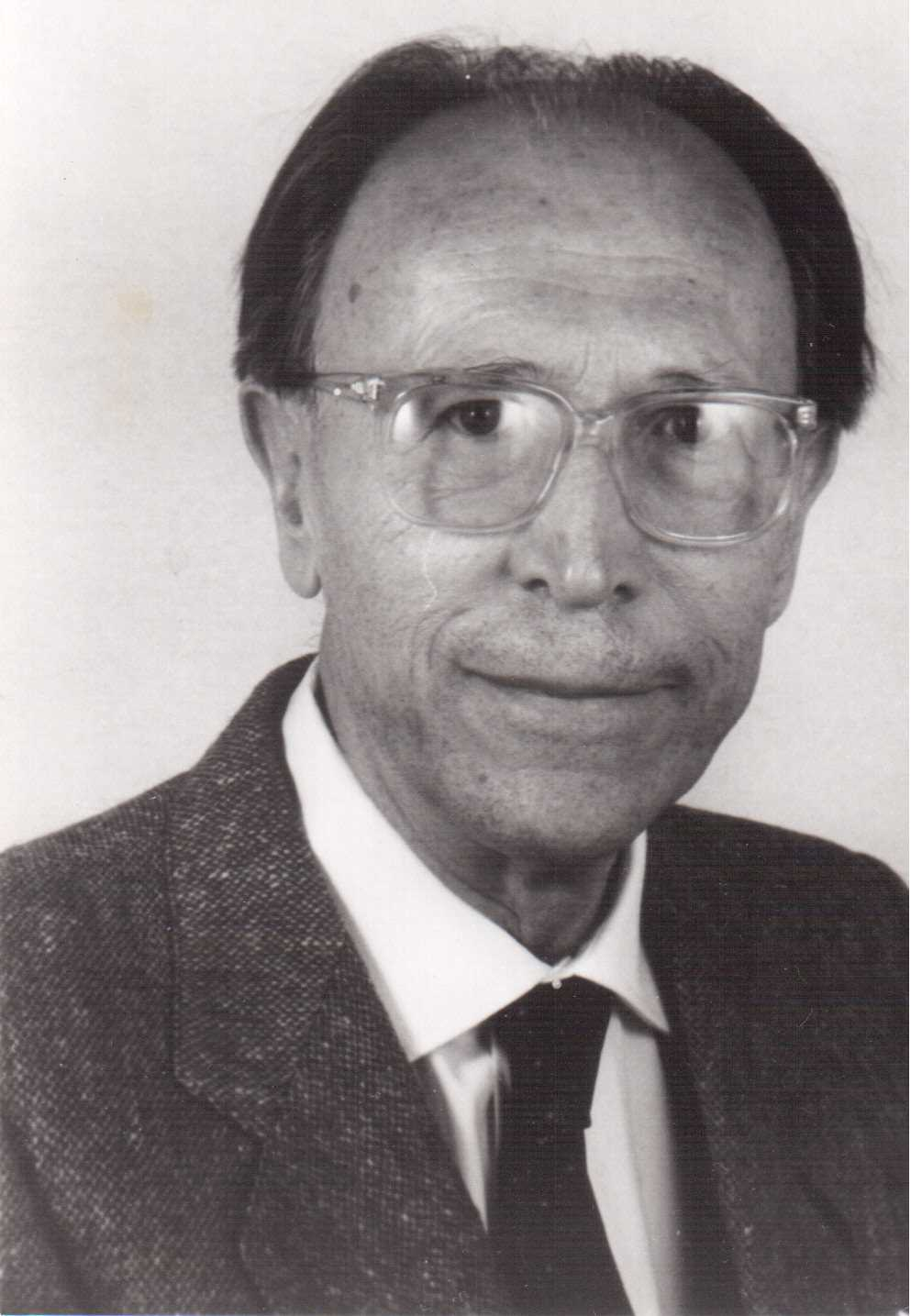
El bioquímico Alberto Sols recibió el primer premio de Investigación Científica y Técnica.

El jurado fue presidido por José Ferrater Mora y estaba compuesto también por Amando de Miguel, José Ortega Spottorno, Juan Velarde Fuertes, José Ramón Álvarez Rendueles y Juan Cueto, que actuaba como secretario. Por unanimidad, solicitó a la Fundación Principado de Asturias que se desdoblara el premio, otorgando uno a las Ciencias Sociales y otro a Comunicación. La propuesta fue aceptada por la Fundación. En consecuencia, se acordó por unanimidad conceder el Premio Príncipe de Asturias de Ciencias Sociales al economista catalán Román Perpiñá Grau «por sus aportaciones sobre el funcionamiento de la economía española, al análisis estructural, a la dimensión espacial de la estructura social y económica de España e Hispanoamérica, y por su dilatada labor universitaria». A sus ochenta años de edad, Perpiñá era el mayor de los premiados. Tras doctorarse en Alemania desarrolló toda su actividad profesional en España, siendo maestro de muchos de los principales economistas nacionales.
Igualmente por unanimidad se acordó conceder el Premio Príncipe de Asturias de Comunicación y Humanidades a la filósofa María Zambrano «por su larga labor filosófica y literaria realizada durante medio siglo, expuesta a numerosas publicaciones, y por su labor docente, tanto en España como en Hispanoamérica». Zambrano —única mujer entre los galardonados— no pudo desplazarse desde su residencia de Ginebra debido a su estado de salud. Recibió el premio en su nombre José Ortega Spottorno, quien leyó unas palabras de la exiliada ensayista. En ellas agradeció el premio al jurado —personificándolo en su presidente, José Ferrater Mora— por el reconocimiento, al escritor Camilo José Cela —presente en el acto— por haber propuesto su candidatura, a la Fundación en la persona de su presidente Pedro Masaveu y al Príncipe de Asturias. Explicó que había encargado la lectura de sus palabras a Ortega Spottorno por ser hijo de José Ortega y Gasset, maestro suyo.
Al parecer, la razón del desdoblamiento del premio estuvo en una división del jurado ocasionada por las diferentes procedencias académicas de sus miembros. En cualquier caso, la decisión de la Fundación fue definitiva, ya que en las siguientes ediciones de los premios se mantuvo la separación. De esta forma, los premios se incrementaron a seis desde la primera edición.

#### Premio de las Letras
El jurado fue presidido por Pedro Laín Entralgo e integrado además por Ángel González, Emilio Alarcos Llorach, Fernando Lázaro Carreter, Antonio Gala, Humberto López Morales y Román Suárez Blanco (secretario). «Teniendo en cuenta el intenso valor lírico de su obra, que supone a la vez un testimonio histórico y una actitud ética merecedores de público reconocimiento» concedió por unanimidad el Premio Príncipe de Asturias de las Letras al poeta José Hierro. El jurado añadió que «Con su vigorosa originalidad la poesía de José Hierro es representativa de la labor de un grupo de poetas que, tras la guerra civil, contribuyó a devolver su dignidad a la palabra artística en sincero compromiso con su tiempo». El escritor fue elegido entre un grupo de doce candidatos de siete naciones.
Según declaró su presidente, el jurado decidió conceder este primer premio de las letras a un autor español, prescindiendo de candidatos hispanoamericanos. Hierro no figuraba inicialmente en la lista de candidatos propuestos por la comisión nombrada al efecto. Sin embargo, su nombre fue el más repetido en las relaciones de seis candidatos que presentaron cada uno de los miembros del jurado. Al parecer, el criterio era galardonar a un autor con una obra consagrada pero todavía con posibilidades de culminar. A sus cincuenta y nueve años, Hierro encajaba en el perfil. Otros nombres que sonaron fueron los de los también poetas de la generación de la posguerra Gabriel Celaya y Eugenio de Nora.
Tras pasar unos años en prisión después de la guerra, Hierro salió adelante realizando distintos trabajos alimenticios sin abandonar por ello su afición a la poesía. Prueba de su talento es que obtuvo sucesivamente por distintas obras publicadas el Premio Adonáis en 1947, el Premio Nacional de Poesía en 1953 y el Premio de la Crítica en 1958 y 1965.

#### Premio de las Artes
Presidió el jurado Federico Sopeña y lo integraron junto a él Antonio Bonet Correa, Jesús María Caamaño, Miguel Fisac, José Gudiol, Orlando Pelayo, José Ramón Fernández Cuevas y José Antonio Caicoya (secretario). Concedió el Premio Príncipe de Asturias de las Artes al leonés Jesús López Cobos, director de la Ópera Alemana de Berlín, «valorando su destacadísima colocación en el panorama europeo de la música sinfónica y de la ópera, a lo que se añade el deseo de estimular a que el galardonado contribuya directamente, sin perjuicio de su brillante carrera internacional, al trabajo intenso con la Orquesta Nacional».
El jurado tuvo intensas discusiones hasta decidir el nombre del destinatario del galardón debido a la amplitud de un premio que abarca a muy distintas artes. En una primera delimitación, se decidió centrar el premio en los campos de la música o la pintura, lo que permitió reducir la lista de candidatos. Finalmente se acordó el nombre del músico toresano, decisión en la que pudo influir la condición de músico del presidente del jurado.
López Cobos era con diferencia el más joven de los galardonados. A sus cuarenta y un años era ya un director de ópera de fama internacional. El jurado valoró su «proyección nacional e internacional». Su candidatura había sido propuesta por la Sociedad Filarmónica de Oviedo, la Capilla Polifónica Ciudad de Oviedo y la Escolanía de San Salvador. A estas instituciones se sumó la Orquesta Nacional de España. El jurado la eligió entre un total de doce candidatos representantes de diferentes disciplinas artísticas.

#### Premio de Cooperación Iberoamericana
El jurado fue presidido por José María de Areilza e integrado también por Antonio Garrigues Walker, Amado González Mesa, Manuel Prado y Colón de Carvajal, Plácido Arango Arias, Rafael Luis Fernández Álvarez y su secretario, Teodoro López-Cuesta. Acordó por unanimidad otorgar el Premio Príncipe de Asturias de Cooperación Iberoamericana a José López Portillo, presidente de los Estados Unidos Mexicanos, «teniendo en cuenta que bajo su mandato se cerró para siempre el contencioso hispanomexicano, forjándose así el último eslabón de la reconciliación hispana y de la paz civil del pueblo español; proceso que resulta fundamental para la Cooperación Iberoamericana». Añadió que «su condición de hombre de letras, de jurista, de profesor, de eminente político y de fecundo realizador del acercamiento entre el pueblo mexicano y el español, hacen su figura la de un indiscutible hombre de Estado iberoamericano».
El galardonado no pudo asistir a la ceremonia debido a las obligaciones de su cargo. Recibió el premio en su nombre su hermana Margarita López Portillo, quien pronunció un discurso de agradecimiento. En él destacó el interés de México por colaborar en la cooperación iberoamericana, poniendo como ejemplo el restablecimiento de relaciones entre México y España unos años antes.

### Agradecimiento de los galardonados

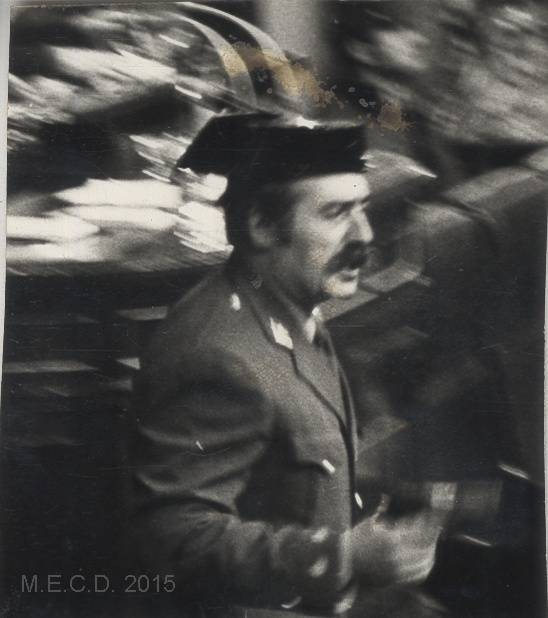
El golpe de Estado de febrero marcó el discurso de Hierro.

A continuación se concedió la palabra a José Hierro para, en nombre de todos los premiados, pronunciar un discurso de agradecimiento. Pronunció palabras de gratitud dirigidas a los jurados de los distintos premios, destacando la categoría de sus miembros, y a la Fundación Principado de Asturias por realizar una labor de moderno mecenazgo. Disertó a continuación acerca de las tierras y las gentes de Asturias, con recuerdo especial a los indianos. Tras ello, realizó una defensa de la libertad. Manifestó que las dictaduras utilizan la cultura, mientras que la democracia la acepta como es. Manifestó como el artista puede ser considerado como un objeto decorativo, pero dicho objeto, al ser arrojado al suelo, puede causar enormes daños con su caída. Y puso como ejemplo un nombre al objeto: el de Federico García Lorca. Terminó aconsejando al príncipe que siguiera el ejemplo que le dio su padre el 23 de febrero de ese mismo año al detener el intento de golpe de Estado perpetrado. Y terminó diciendo que «la democracia, (...) consiste, entre otras muchas cosas, en el respeto mutuo, consiste en que don Santiago Carrillo pueda decir lo que antes no podía, y que don Blas Piñar pueda seguir diciendo lo mismo que decía».
Este discurso, cuyo contenido era ignorado por los organizadores del evento, fue muy comentado en su día. Graciano García dijo años más tarde que había molestado a algunos, incluso a algunos patronos de la Fundación que consideraron algunos comentarios fuera de lugar. Sin embargo, fue elogiado por muchas otras personas por su sentida defensa de la democracia.

### Finalización
Cerró el acto el príncipe Felipe. Este, a sus trece años de edad, pronunció el que fue su primer discurso oficial, breve y muy aplaudido, y dio por finalizado el acto en su parte académica.
A continuación el Coro Universitario de Oviedo y la Capilla Polifónica Ovetense ofrecieron un concierto. El acto concluyó con los asistentes entonando colectivamente «Asturias, patria querida», canción popular convertida ya en el himno oficioso de Asturias.
Por la tarde los reyes ofrecieron una recepción y almuerzo en el Hotel Reconquista antes de regresar a Madrid.

## Características

El escudo de España entonces vigente presidió la ceremonia por primera y última vez.

En su primera edición el premio tuvo algunas características muy marcadas, alguna de las cuales cambiaría con el curso de los años.
- Los premios tenían un origen nítidamente asturiano. Eso quedaba de manifiesto en el nombre de la entidad convocante: la Fundación Principado de Asturias y en el origen de sus creadores. Pero también se seleccionó a otros destacados asturianos para integrar los cinco jurados que concederían los galardones: Severo Ochoa, Francisco Grande Covián, Julio Rodríguez Villanueva, Juan Velarde Fuertes, Ángel González, Orlando Pelayo, Teodoro López-Cuesta y el entonces presidente del Consejo Regional de Asturias Rafael Fernández Álvarez, además de los miembros del jurado y también promotores de la Fundación José Ramón Álvarez Rendueles y Juan Cueto. Y aunque no lo era de nacimiento, sí era asturiano de residencia Emilio Alarcos Llorach.

- A pesar de ser concedidos por una fundación privada, los premios estaban muy vinculados a la nueva monarquía constitucional española. El mismo nombre de los premios, que ostentaban el del Príncipe de Asturias, así lo indicaba. A ello hay que sumar que el rey Juan Carlos, la reina Sofía y el príncipe Felipe asistieron tanto al acto de creación de la Fundación como al de entrega de los premios. Este último, pese a ser un acto privado, se organizó siguiendo el protocolo oficial. El escudo de España, que por pocos días todavía lucía el águila imperial, figuraba presidiendo la ceremonia. Se concedió la presidencia del acto al rey, quien la cedió al príncipe. Y este pronunció al finalizar el acto el que  fue su primer discurso público. Por último, todos los oradores tuvieron palabras de respeto y elogio para el monarca y su heredero.

- Se trataba de unos premios dirigidos a reconocer la labor de personas procedentes exclusivamente del ámbito hispano, tanto de la propia España como de otros países. Sin embargo, cinco de los seis premios otorgados fueron entregados a españoles y solo el premio de Cooperación Iberoamericana fue entregado a un extranjero. En este último caso, el interés político era muy evidente pues el receptor fue el presidente de México. La razón de ese marcado centralismo español pudo ser el deseo de superación de la guerra civil y de la dictadura franquista. Ya en la edición de 1982 se concedería un segundo premio a otro extranjero marcando así una lenta tendencia a la internacionalización de los premios.

- Se puso un especial empeño en vincular al premio a personas del exilio producido por la guerra civil. Claudio Sánchez-Albornoz, que había sido presidente del Gobierno republicano en el exilio, fue designado miembro del Patronato Príncipe de Asturias. También habían conocido el exilio los miembros de los jurados Nicolás Cabrera, José Ferrater Mora, Orlando Pelayo y Rafael Fernández Álvarez. En el caso de Severo Ochoa se puede hablar de emigración más que de exilio. El reconocimiento a los exiliados culminó con la concesión del premio de Comunicación y Humanidades a María Zambrano. No menos relevante fue la concesión del premio de las Letras a José Hierro, condenado a pena de cárcel por razones políticas durante la postguerra. Al mismo tiempo, formaron parte de los distintos jurados personalidades que habían desarrollado su carrera dentro España. Algunos de ellos incluso habían estado vinculadas al bando rebelde durante la guerra civil o al régimen del general Franco durante un tiempo, como Pedro Laín Entralgo, José María de Areilza o el premiado Alberto Sols. En España habían desarrollado también su carrera —o gran parte de la misma— el mismo Sols, Román Perpiñá Grau y José Hierro. En el caso de Jesús López Cobos, se había formado en España para luego destacar en orquestas de otros países. La unión de las «dos Españas» se simbolizaba en los premios.

- Aunque no parece que estuviera programado, los discursos pronunciados durante la ceremonia hicieron varios pronunciamientos a favor de la democracia. Esta apenas llevaba poco más de cuatro años en España y se había visto amenazada el 23 de febrero de 1981 por un fracasado intento de golpe de Estado. La intervención introductoria de Ferrater había hecho referencia a la democracia relacionándola con la creación de los galardones. Pero fue el muy comentado discurso de Hierro el que más hincapié hizo en la cuestión, permitiéndose aconsejar al joven príncipe que siguiera el ejemplo de su padre cuando detuvo el golpe de febrero. Su identificación de la libertad con la tolerancia hacia la expresión de ideas diferentes a las propias marcó la ceremonia.

## Trascendencia
Los medios de comunicación españoles fueron dando cuenta de la sucesiva concesión de los premios durante el verano. Especialmente se comentó el de María Zambrano, sobre cuyo posible retorno a España se especulaba. Posteriormente se hicieron también eco de la noticia relativa al acto de entrega de galardones, pero todavía sin la importancia que le concederían años más tarde. Televisión Española retransmitió la ceremonia en directo, pero al celebrarse por la mañana no fue emitida en horario de máxima audiencia. El diario barcelonés La Vanguardia resaltó sobre todo el primer discurso público del príncipe Felipe, enumeró a los distintos premiados e hizo una breve reseña del evento. Más amplia fue la información en el diario madrileño y monárquico ABC, que informó con más detenimiento acerca del contenido de los diferentes discursos.
La entrega de los Premios Príncipe de Asturias de 1981, a pesar de su carácter privado, nacimiento vacilante y vocación casi estrictamente nacional, marcó el comienzo de una larga historia que se ha desarrollado durante décadas y que ha dotado a estos premios de un gran prestigio internacional. Diversos observadores los han considerado como los galardones más importantes del mundo tras los Premios Nobel. Además de ofrecer un necesario reconocimiento a algunos de los homenajeados, los jurados tuvieron una gran visión, anticipándose a otros premios de mayor especialización. El Premio Príncipe de Asturias de las Letras concedido a José Hierro se anticipó en muchos años a la concesión del más oficial Premio Cervantes en 1998. Algo similar se puede decir respecto del Premio de Comunicación y Humanidades otorgado a María Zambrano, pues la ensayista no recibió el Cervantes hasta 1988.